# Convencions de Nutka

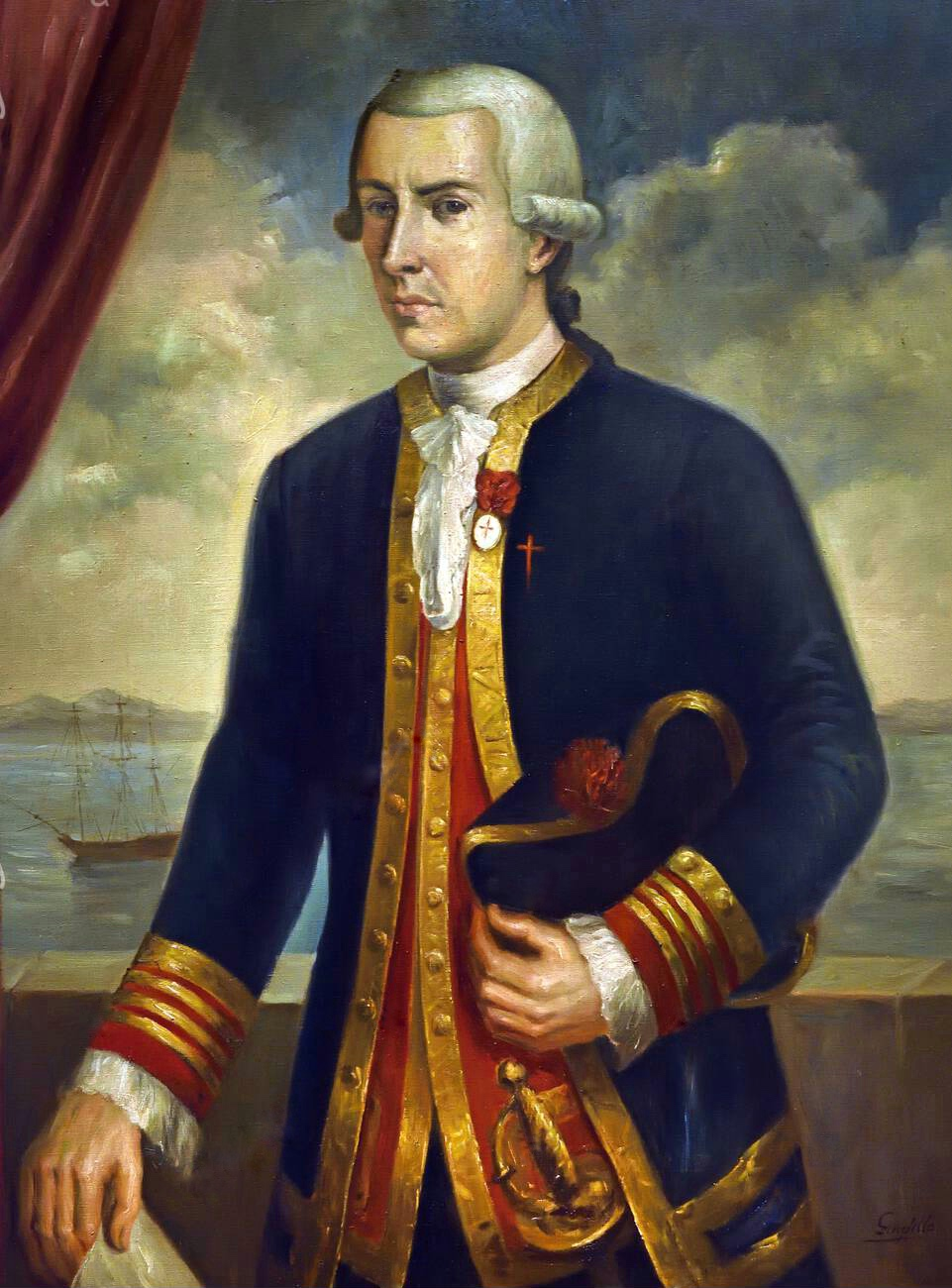
Capità Juan Francisco de la Bodega i Quadra, Marina reial, cap a 1785

Les convencions de Nutka (o de Nutca) foren tres acords entre l'estat espanyol i el Regne Unit de Gran Bretanya, signats al 1790, 1793 i 1794 que evitaren una guerra entre els dos estats per les reclamacions sobre els mateixos territoris de la costa nord-oest del Pacífic a Amèrica del Nord. Els tractats resolgueren el conflicte que havia començat quan l'estat espanyol prengué l'illa de Nutka, que reclamaven ambdues parts.
Les convencions de Nutka obriren la costa del Pacífic des del país d'Oregon fins a la Colúmbia Britànica als assentaments britànics. Els reclams de l'estat espanyol dataven de tres segles abans quan la butla papal Inter Caetera de 1493 va dividir el món i reconegué per a l'estat espanyol drets exclusius a establir-se a la costa del Pacífic d'Amèrica del Nord.
Els reclams britànics de la zona dataven del viatge de Francis Drake al 1579 i també pels drets de descobriment del capità James Cook al 1778, tot i que algunes expedicions espanyoles havien arribat més al nord al 1774 (amb Juan José Pérez Hernández) i al 1775 (amb Bruno de Heceta i Juan Francisco de la Bodega i Quadra).
La disputa començà quan l'estat espanyol, per defensar les seues reclamacions, desallotjà l'establiment del britànic John Meares a l'illa Nutka, i inicià una confrontació entre l'estat espanyol i el Regne Unit coneguda com la crisi de Nutka, que amenaçà amb una guerra pel control del Pacífic i d'Amèrica del Nord en la que Espanya comptava amb el suport de França, però quan aquest no es va fer efectiu, va haver de fer marxa enrere cedint als termes britànics. Rússia n'era també una part interessada, perquè la seua presència comercial i els seus reclams s'estenien fins a Califòrnia; aquesta era la principal raó perquè els espanyols intentessin afermar les seues reclamacions a la zona.
Les convencions de Nutka en la dècada de 1790, negociades per George Vancouver i la contrapart Juan Francisco de la Bodega i Quadra van prevenir l'escalada de la disputa. Un principi d'acord que desmobilitzà les flotes de tots dos estats es feu amb una declaració britànica i una altra d'espanyola el 24 de juliol de 1790, signades per Floridablanca i Fitzherbert. Les Convencions de Nutka significaren una humiliació per a Espanya i un triomf per a la Gran Bretanya, ja que pràcticament va renunciar a la sobirania de la costa del Pacífic Nord obrint el camí a l'expansió britànica en aquella zona.
- La Primera Convenció de Nutka la signaren el 28 d'octubre de 1790 Floridablanca i Fitzherbert.[3] L'estat espanyol havia de retornar edificacions i terrenys, indemnitzar els britànics pels béns segrestats i reconéixer la lliure navegació i pesca al Pacífic i als mars del Sud. Enviaren a Nutka com a comissionats, Bodega i Quadra i George Vancouver, que hi arribaren entre març i agost de 1792 i se'n retiraren al desembre sense posar-se d'acord sobre quin era el límit de les possessions espanyoles, que els britànics situaven a l'altura de San Francisco i els espanyols a Nutka o a l'estret de Juan de Fuca, ni sobre quin terrenys havia adquirit Meares abans de 1789 als pobles autòctons. Els britànics exigien la totalitat de les cales de Nootka i de Clayoquot.[4] Al maig de 1792 un vaixell espanyol amb cent colons arriba a la badia de Neah, a l'estret de Juan de Fuca (extrem nord-oest de l'estat de Washington), on construeixen un establiment en què romanen quatre mesos.

- La Segona Convenció de Nutka se signa al febrer de 1793 i compensa John Meares per la captura dels seus vaixells a Nutka al 1789 amb 210.000 pesos forts.[5]

- Per la Tercera Convenció de Nutka, signada l'11 de gener de 1794 entre el baró de Saint Helens per part del Regne Unit i el duc de Alcudia per part de l'estat espanyol, els espanyols només van acordar amb l'altra part poder comerciar en l'estret de Nootka Sound, on la fortificació espanyola o presidi de Fort San Miguel, construïda al 1789, havia de ser evacuada. Es permetia el lliure accés a la badia de Nutka a ambdós estats, però no es permetia construir-hi establiments permanents. Les forces espanyoles evacuaren Nutka el 2 d'abril de 1795, en presència d'un representant de cada estat, s'hissà la bandera britànica i es van declarar retornats a aquest estat els "edificis i districtes de terreny", sense precisar-los.[6][7]

Tot i que les convencions de Nutka teòricament obriren a la colonització britànica la costa nord-occidental del Pacífic des d'Oregon fins a Alaska, el començament de les guerres napoleòniques a Europa ajornaren la invasió colonitzadora.
En aquest moment Estats Units no reclamava res en aquestes àrees, però va adquirir els drets espanyols a la zona amb el tractat d'Adams-Onís signat al 1819. Estats Units argüí que havien adquirit els drets espanyols de propietat exclusiva a la zona; aquesta posició dugué a una disputa amb el Regne Unit coneguda com a Disputa Limítrofa d'Oregon, que es resolgué amb la signatura del tractat d'Oregon del 1846, escindint el territori i establint el que seria el futur límit occidental entre Estats Units i el Canadà.
L'església de Friendly Cove té unes vidrieres commemoratives de les convencions de Nutka donades pel govern espanyol al 1957.